# Theon Senior (cràter)
|  | No s'ha de confondre amb Theon Junior (cràter). |

Theon Senior és un cràter d'impacte de la Lluna que es troba al nord-oest del cràter Delambre, a uns 130 km a l'est de Lade, i a uns 70 km al sud de D'Arrest. Forma una parella fàcilment reconeixible amb Theon Junior, uns dos diàmetres al sud-sud-est. El cràter satèl·lit Theon Sènior A es localitza al nord.

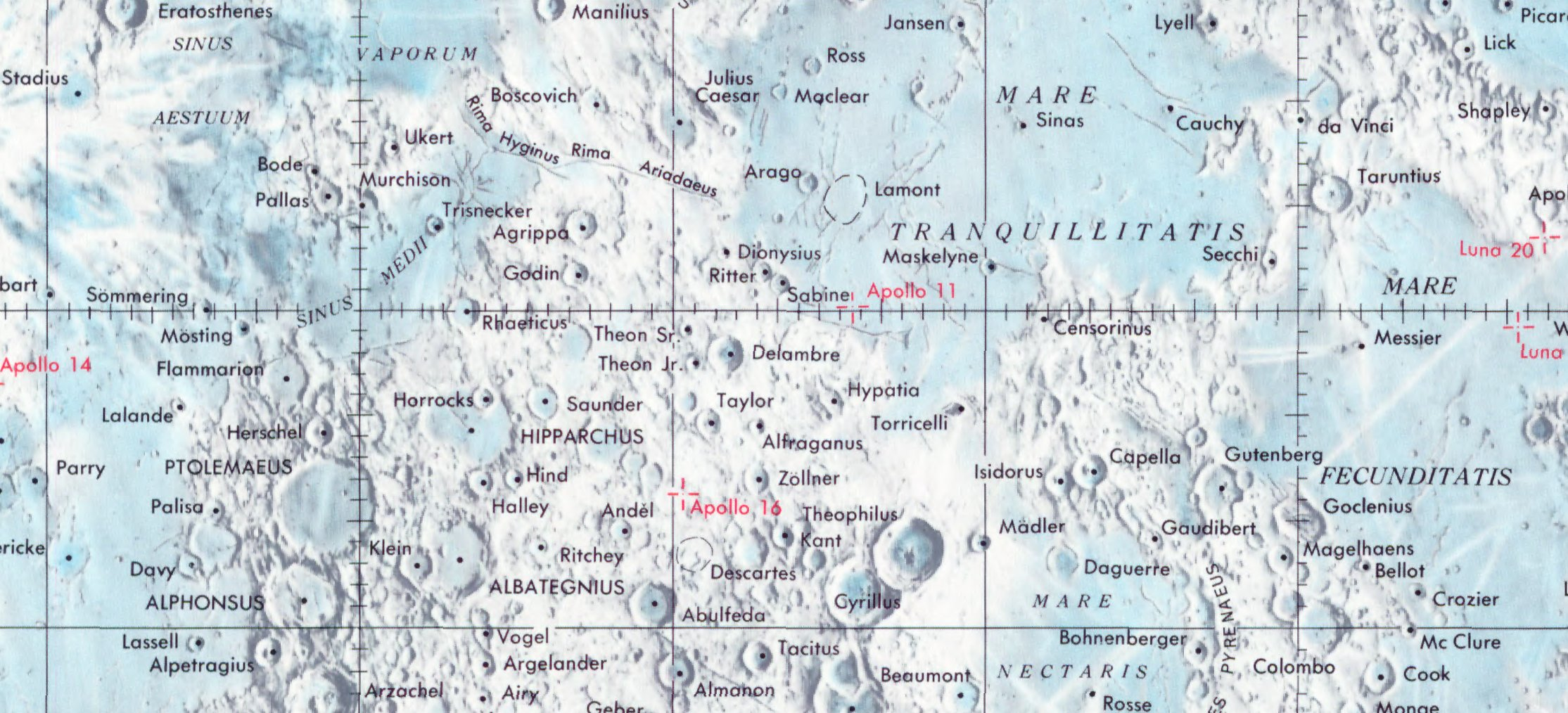
Localització de Theon Senior (centre de la imatge)
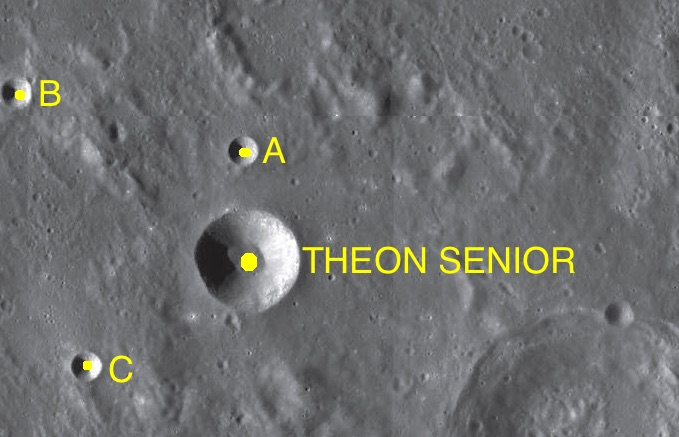
Cràters satèl·lit

Aquest cràter és circular i té forma de bol, amb només una petita plataforma al centre de les parets interiors de pendent pronunciada. El cràter sembla relativament recent, ja que mostra pocs signes de desgast a causa d'altres impactes. El cràter té uns 18 km de diàmetre, i el desnivell des de la seva vora al sòl és de 3470 metres. La seva àrea és d'al voltant de 250 km². Theon Senior és del període eratostenià, de fa entre 3200 i 1100 milions d'anys.

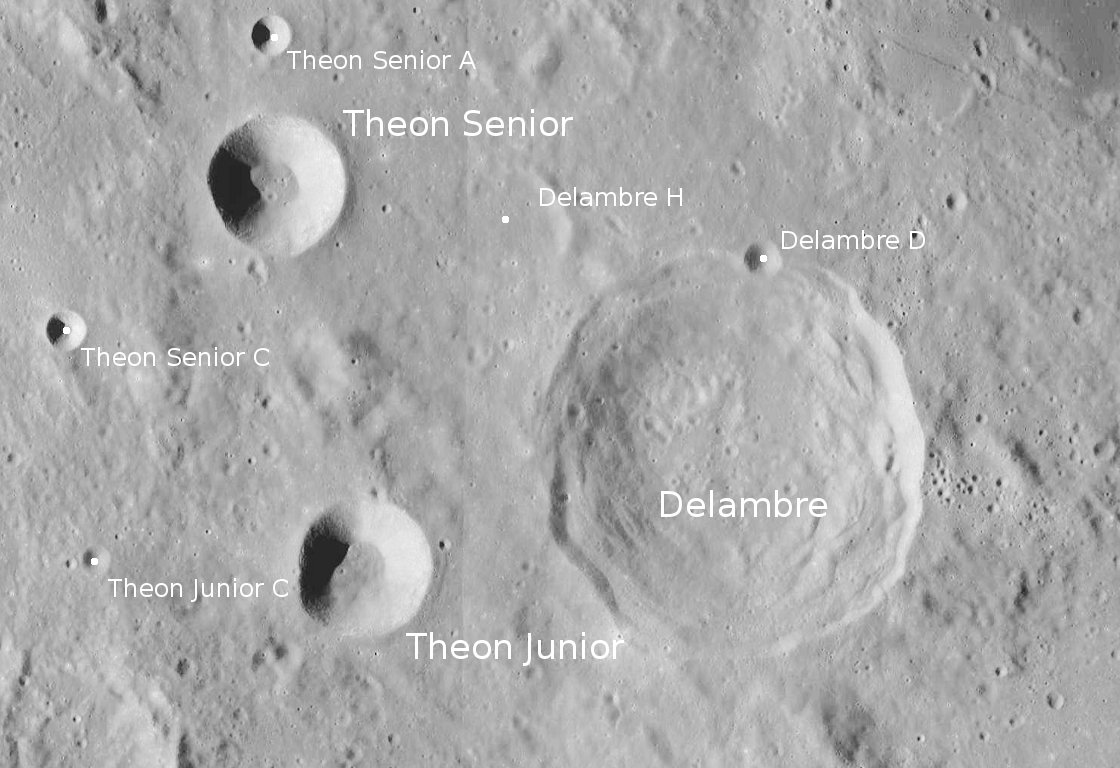
Rodalies de Theon Senior. Fotografia de la missió Lunar Reconnaissance Orbiter
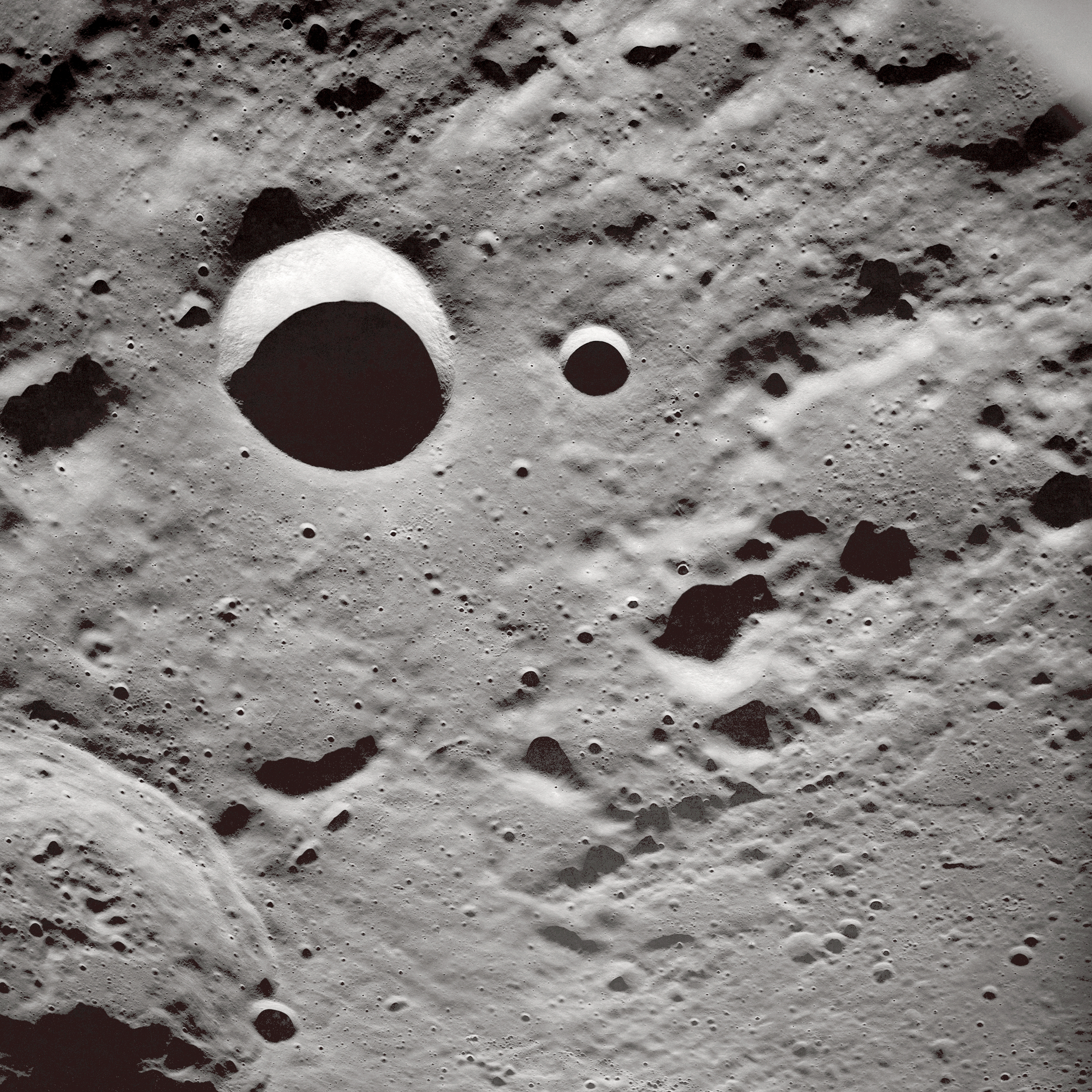
Theon Senior (amb el nord cap a la dreta de la imatge). Fotografia de la missió Apollo 10
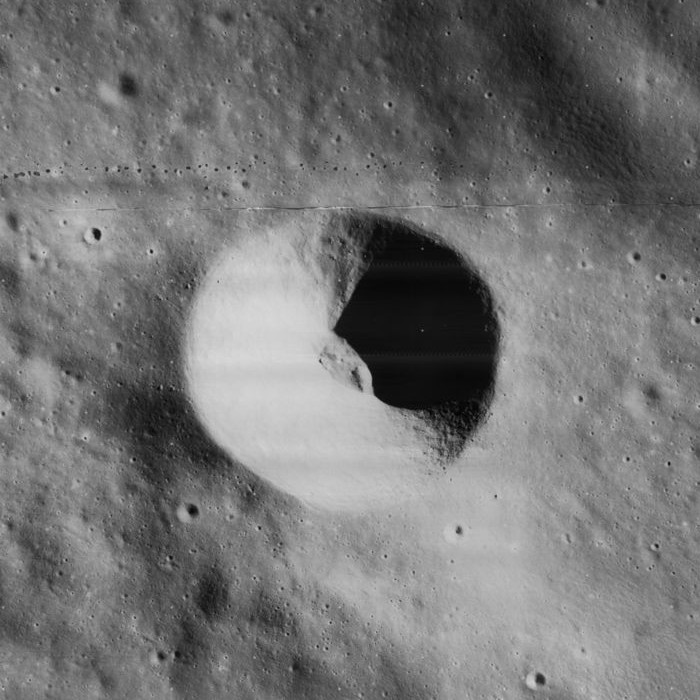
Cràter satèl·lit Theon C

Theon Senior té el nom de Teó d'Esmirna, un matemàtic i filòsof grec de segle i.

## Cràters satèl·lit
Per convenció aquests elements són identificats en els mapes lunars posant la lletra en el costat del punt central del cràter que està més proper a Theon Senior.
| Theon Senior | Coordenades                        | Diàmetre |
| ------------ | ---------------------------------- | -------- |
| A            | 0° 12′ S, 15° 24′ E / 0.2°S,15.4°E | 5 km     |
| B            | 0° 12′ N, 14° 06′ E / 0.2°N,14.1°E | 6 km     |
| C            | 1° 24′ S, 14° 30′ E / 1.4°S,14.5°E | 6 km     |